# Kamienica przy ulicy Psie Budy 7 we Wrocławiu
Kamienica przy ulicy Psie Budy – barokowa kamienica znajdująca się na ulicy Psie Budy 7 we Wrocławiu.

## Historia i opis architektoniczny

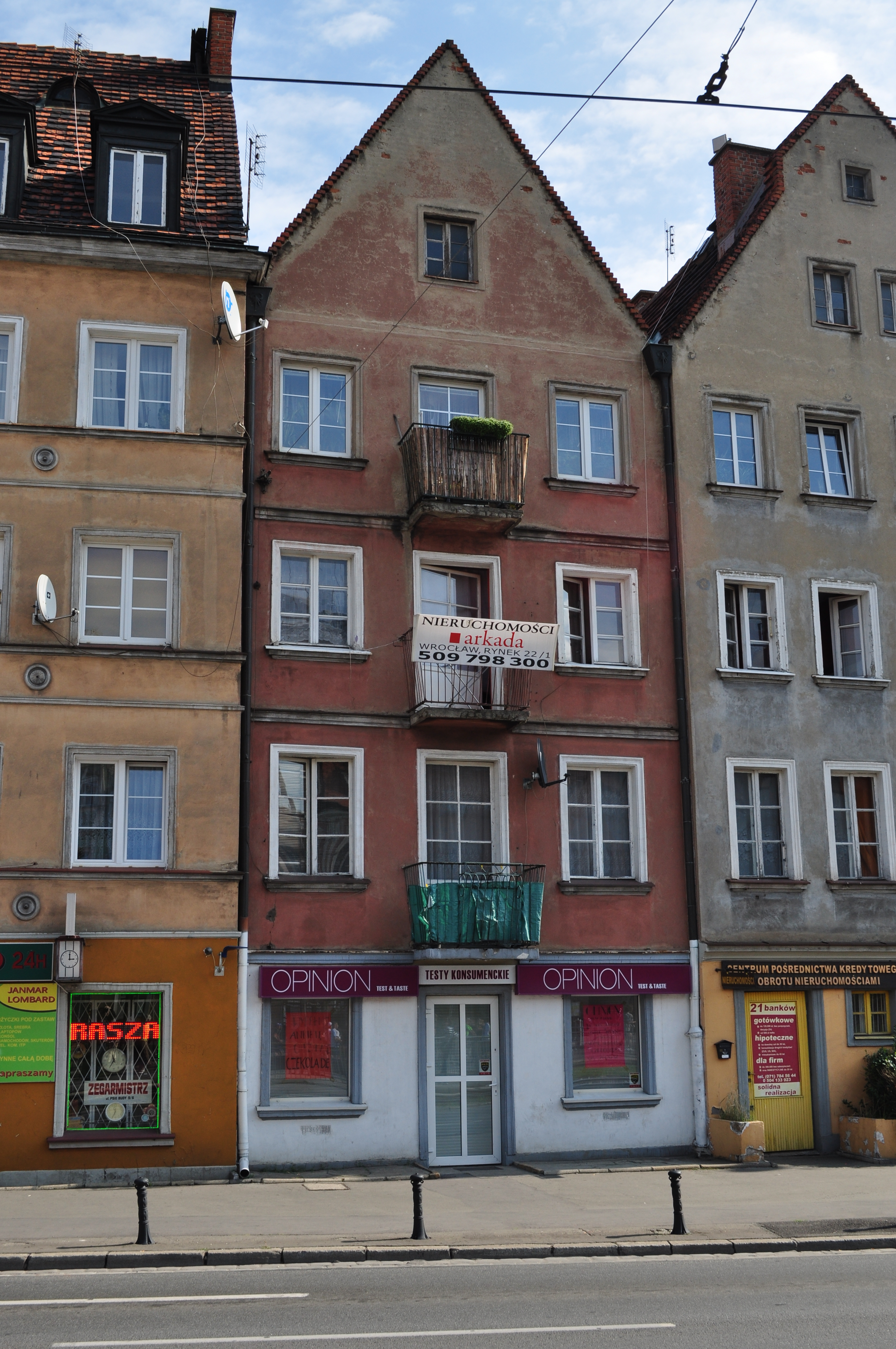
Kamienica nr 7 widok od ul. Kazimierza Wielkiego

Trzyosiowa, czterokondygnacyjna kamienica murowana została wzniesiona w XVII wieku otrzymała fasadę barokową w pierwszej połowie XVIII wieku, przebudowana w XVIII.
Podczas działań wojennych w 1945 roku kamienica została zniszczona; odbudowana w latach 1958–1961 według projektu Stanisława Koziczuka. Przekształceniu uległ wówczas układ wewnętrzny budynku, głównie z powodu połączenia kamienicy z kamienicą nr 8 i 9.